# Ladytron
A Ladytron 1999-ben alakult angol elektronikus zenei együttes Liverpoolból. Az együttes nevét a Roxy Music "Ladytron" című dala után kapta. Elektropop, szintipop és elektronikus rock műfajban alkotnak.

## Tagok
Jelenlegi tagok
- Helen Marnie – énekesnő, szintetizátor (1999–)
- Mira Aroyo – szintetizátor, vokál (1999–)
- Daniel Hunt – szintetizátor, gitár, basszusgitár, vokál (1999–)

Korábbi tagok
- Reuben Wu – szintetizátor (1999–2023)

## Diszkográfia

### Stúdióalbumok
- 604 (2001)
- Light & Magic (2002)
- Witching Hour (2005)
- Velocifero (2008)
- Gravity the Seducer (2011)
- Ladytron (2019)
- Time's Arrow (2023)